# السيد الكبير

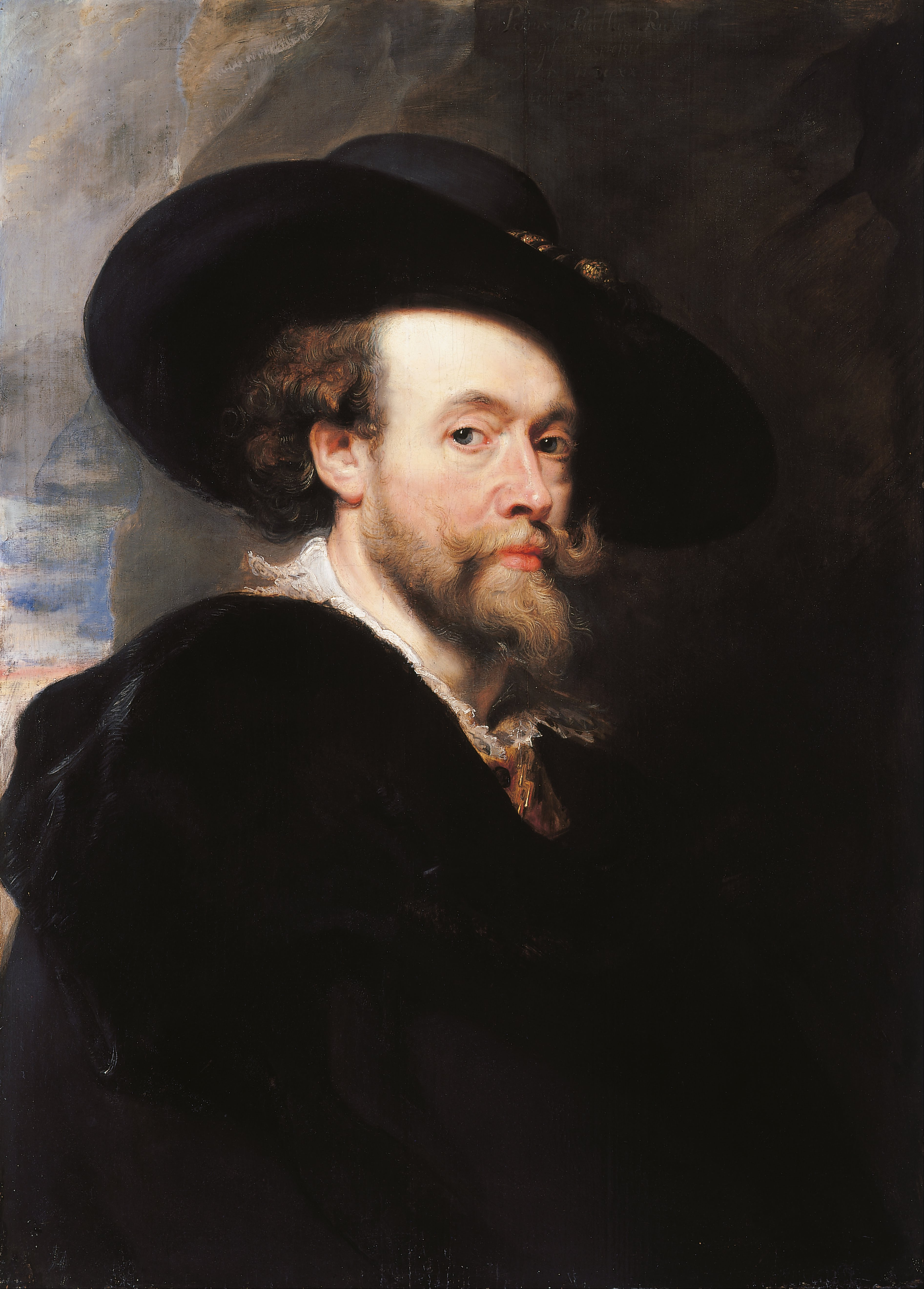
Peter Paul Rubens is an Old Master of Flemish Baroque painting.

في تاريخ الفن، يشير «السيد الكبير» "Old Master" إلى أي رسام ماهر عمل في أوروبا من قبل نحو 1800، أو لوحة لمثل هذا الفنان. «الطباعة الرئيسية القديمة» هي طباعة أصلية (على سبيل المثال نحت أو نقش) من صنع فنان في الفترة نفسها. يستخدم مصطلح «الرسم الرئيسي القديم» بنفس الطريقة. من الناحية النظرية، ينطبق «السيد الكبير» فقط على الفنانين الذين جرى تدريبهم بشكل كامل، وكانوا أساتذة في نقابة الفنانين المحليين، وعملوا بشكل مستقل، ولكن من الناحية العملية، غالبًا ما يجري تضمين اللوحات التي ينتجها التلاميذ أو ورش العمل في نطاق المصطلح. ولذلك، فإن التاريخ لا الجودة هو المعيار لاستخدام المصطلح، إلى جانب مستوى معين من الكفاءة.

## الفترة المشمولة
في القرنين الثامن عشر والتاسع عشر، غالبًا ما كان يُفهم المصطلح على أنه تاريخ بدء ربما 1450 أو 1470؛ كانت اللوحات التي رُسمت قبل ذلك «بدائية»، لكن هذا التمييز لم يعد موجودًا. يعرّف قاموس أكسفورد الإنجليزي المصطلح بأنه «فنان بارز في الفترة التي سبقت العصر الحديث؛ وخاصة. رسام بارز في أوروبا الغربية من القرن الثالث عشر إلى القرن الثامن عشر». الاقتباس الأول من 1696، في مذكرات جون إيفلين: «بيمبروك.. أرتني العديد من الصور النادرة للعديد من كبار وأفضل الأساتذة، وخاصة صورة M: أنجيلو.. ومجموعة كبيرة لأفضل رسومات الأساتذة القدامى». يستخدم المصطلح أيضًا للإشارة إلى لوحة أو تمثال رسمه سيد كبير، وهو استخدام قابل للتاريخ 1824. هناك مصطلحات مماثلة بالهولندية والفرنسية والألمانية؛ ربما كان الهولنديون أول من استخدم مثل هذا المصطلح، في القرن الثامن عشر، عندما كان (الفنان الكبير) يعني في الغالب رسامي العصر الذهبي الهولندي في القرن السابق. ربما ساعد السادة الكبار لعام 1876 من قبل يوجين فرومينتين في نشر هذا المفهوم، على الرغم من استخدام «السادة الكبار» أيضًا باللغة الفرنسية. المجموعة الشهيرة في دريسدن في معرض لوحات الأساتذة القدامى هي واحدة من المتاحف القليلة التي تضمنت المصطلح في اسمه الفعلي، على الرغم من أن الكثيرين يستخدمونه في عنوان الإدارة أو الأقسام. تتوقف المجموعة في متحف دريسدن بشكل أساسي في فترة الباروك.
تاريخ النهاية غامض بالضرورة - على سبيل المثال، غويا (1746-1828) هو بالتأكيد سيد كبير،  على الرغم من أنه كان لا يزال يرسم ويطبع عند وفاته في عام 1828. قد يستخدم المصطلح أيضًا لجون كونستابل (1776-1837) أو يوجين ديلاكروا (1798-1868)، ولكن عادة لا يكون كذلك. يعطي إدوارد لوسي سميث تاريخ انتهاء عام 1800، مشيرًا إلى «استخدام اللوحات سابقًا قبل عام 1700».
يميل مؤرخو الفن إلى تجنب هذا المصطلح باعتباره غامضًا للغاية، خاصة عند مناقشة اللوحات، على الرغم من أن مصطلحي «المطبوعات الرئيسية القديمة» و«رسومات السيد القديم» ما يزالان مستخدمين. ما يزال حاليًا في تجارة الفن. ما تزال دور المزادات تقسم مبيعاتها عادة بين، على سبيل المثال، «اللوحات الرئيسية القديمة» و«لوحات القرن التاسع عشر» و«اللوحات الحديثة». عرّف كريستيز «Christie's» المصطلحات بأنها تتراوح بين «14 إلى أوائل القرن التاسع عشر».

## فنانون مجهولون
غالبًا ما كان الفنانون في القرون الأولى،  الذين جرى التعرف على أعمالهم من قبل مؤرخي الفن، غير ممكن التعرف على هويتهم الحقيقة،  يجري إعطاؤهم أسماء من قبل مؤرخي الفن مثل (Master E.S). (من مونوغرام)، السيد فليمال (من موقع سابق لعمل)، السيدة مريم بورغوندي (من راع)، السيد في اللغة اللاتينية 757 (من علامة رف مخطوطة أضاءها)، سيد برونزويك ديبتيتش، أو سيد شلوس ليشتينش.
قائمة أهم الرسامين الأسياد الكبري

### القوطية/النهضة الأولية

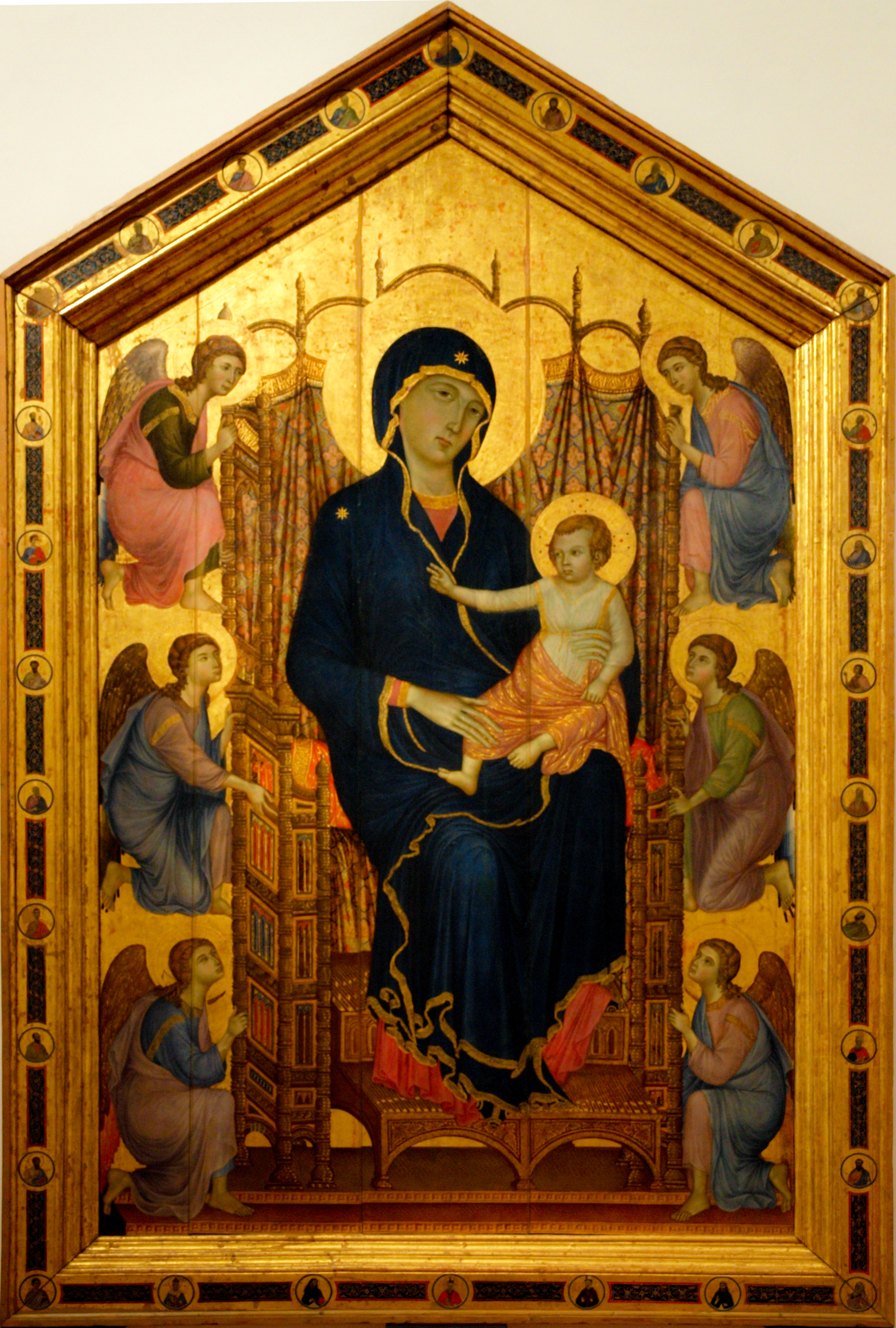
Rucellai Madonna by Duccio, circa 1285

- Rucellai Madonna by Duccio, circa 1285تشيمابو تيشمابو (الإيطالية، 1240-1302)، لوحتات جدارية في كنيسة سان فرانشيسكو دياسيسي.
- جوتو دي بوندوني جيوتو دي بوندوني (الإيطالية، 1267-1337)، أول رسام جدارية في عصر النهضة.ت
- (دوتشيو) دوتشيو (الإيطالية، 1255-1318)، رسام سييني.
- (سيمون مارتيني)  سيمون مارتيني (بالإيطالية: 1285-1344)، رسام قوطي من المدرسة السيينية.
- (أمبروجيو لورنزيتي) أمبروجيو لورينزيتي (بالإيطالية: 1290-1348)، رسام قوطي
- بيترو لورنزيتي)) بيترو لورينزيتي (بالإيطالية: 1280-1348)، مدرسة سيينية
- جنتيلي دا فابريانو)) (إيطالي، 1370-1427)، رسام قوطي دوليًا
- (لورينزو موناكو) لورنزو موناكو (الإيطالية، 1370-1425)، على الطراز القوطي الدولي.
- ماسولينو دا بانيكالي ماسولينو (بالإيطالية: 1383-c. 1447)، جولدسميث رسام مدرب
- بيزانيلو بيزانيللو (باللغة الإيطالية، 1395-c. 1455)، رسام قوطي دولي وحائز على ميدالية.
- (Sassetta) ساسيتا (بالإيطالية: 1392-1450)، رسام قوطي سييني دولي.

### Early Renaissance

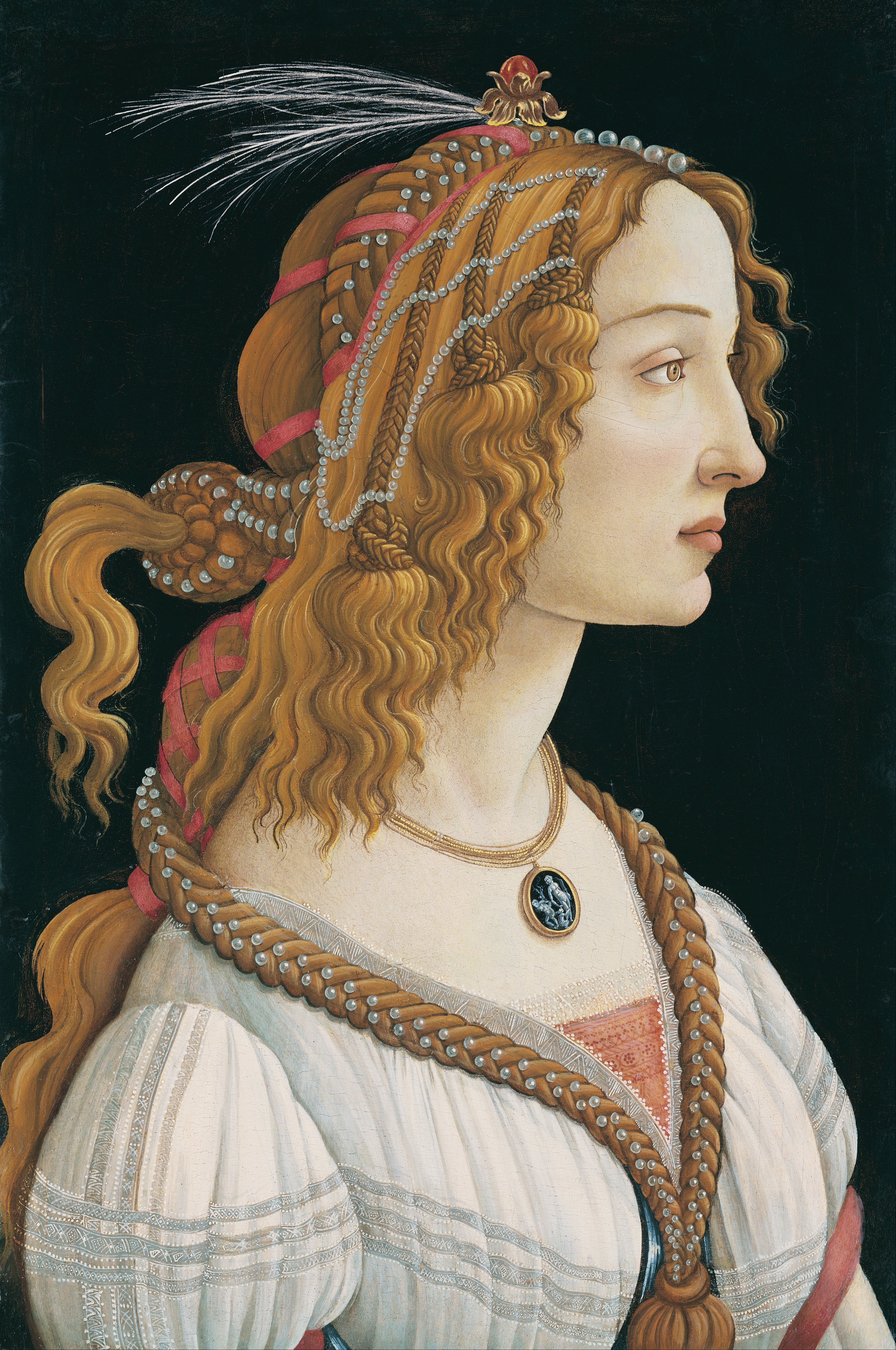
Portrait of a young woman by Sandro Botticelli, 1480

- Portrait of a young woman by Sandro Botticelli, 1480باولو أوتشيلو)) باولو أوشيلو (باللغة الإيطالية، 1397-1475)، استخدام تخطيطي للتنبؤ
- فرا أنجيليكو) (فرا أنجيليكو (الإيطالية، 1400-1455)، مشهورة بلوحات دير سان ماركو الجدارية
- مازاتشو مازاتشو (الإيطالية، 1401-1428)، أول من استخدم المنظور الخطي وبالتالي يعطي إحساسًا بالثلاثية الأبعاد بالإضافة إلى الواقعية الجديدة المطورة
- (Fra Filippo Lipp فرا فيليبو ليبي (بالإيطالية: 1406-1469)، والد فلبيني.
- أندريا ديل كاستانيو أندريا ديل كاستانيو (الإيطالية، 1410-1457).
- Piero della Francesca بييرو ديلا فرانشيسكا (الإيطالية، 1415-1492)، رسام كان رائدًا في المنظور الخطي.
- (Benozzo Gozzoli) بينوزو غوزولي (بالإيطالية: 1420-1497)
- Alesso Baldovinetti أليسو بالدوفينيتي (بالإيطالية، 1425-1499)
- (Vincenzo Foppa) فينتشنزو فوبا (الإيطالية، 1425-1515)
- أنطونيلو دا مسينا  أنتونيلو دا ميسينا (الإيطالي، 1430-1479)، رسام كان رائدًا في الرسم الزيتي.
- Cosimo Tura كوزيمو تورا (بالإيطالية، 1430-1495)
- أندريا مانتينيا  أندريا مانتيجنا (الإيطالية، 1431-1506)، سيد المنظور والتفاصيل.
- Antonio del Pollaiuolo أنطونيو ديل بولايولو (بالإيطالية، 1431-1498)
- Francesco Cossa فرانشيسكو كوسا (الإيطالية، 1435-1477)
- (Melozzo da Forli) ميلوزو دا فورلي (الإيطالية، 1438-1494)
- لوكا سنيورلي لوكا سينيوريلي (بالإيطالية: 1441-1523)
- بيترو بيروجينو)) بيروجينو (بالإيطالية: 1446-1523)، كان رافائيل تلميذه.
- أندريا دل فروكيو فيروتشيو (باللغة الإيطالية، حوالي 1435-1488)
- ساندرو بوتيتشيلي)) ساندرو بوتيتشيلي (بالإيطالية: 1445-1510)، أستاذ فلورنسي عظيم
- Domenico Ghirlandaio دومينيكو غيرلاندايو (الإيطالية، 1449-1494)، رسام جدارية فلورنسية غزير الإنتاج.
- Pinturicchio (الإيطالية، 1454-1513).
- فلبينو ليبي فيليبينو ليبي (بالإيطالية: 1457-1504) ابن فيليبو.
- كيما دا كونجليانو (الإيطالية، 1459-1517)
- بييرو دي كوزيمو بييرو دي كوزيمو (الإيطالية، 1462-1521).

## روابط اضافية
Why do we still pay attention to Old Masters paintings? a conversation between Keith Christiansen is the John Pope-Hennessy Chairman of the Department of European Paintings at New York's Metropolitan Museum and The Easel's Morgan Meis, Contributing Editor of The Easel.